# 머내저리

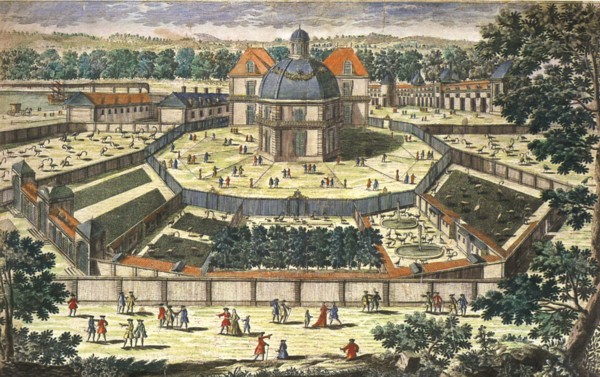
루이 14세의 재위 기간 동안에 베르사유궁에 있던 머내저리를 묘사한 삽화

머내저리(프랑스어: ménagerie, 영어: menagerie)는 종종 이국적인 느낌을 주는 전시를 위해 포획된 동물들을 보관하는 공간이자 그러한 수집품들이 보관된 공간이다. 현대 동물원의 선구자 격인 공간이기도 하다.
이 용어는 17세기 프랑스에서 가계 또는 국내 재고 관리와 관련된 용어로 처음 사용되었는데 나중에 주로 귀족이나 왕실의 동물 수집품을 언급하면서 쓰이게 되었다. 1782년에 출간된 프랑스어 《방법론 백과사전》은 머내저리를 "사치와 호기심의 확립"으로 정의한다. 나중에 이 용어는 유럽과 아메리카 대륙 전역의 박람회에서 야생 동물들을 전시한 여행 동물 컬렉션도 언급했다.

## 귀족 머내저리

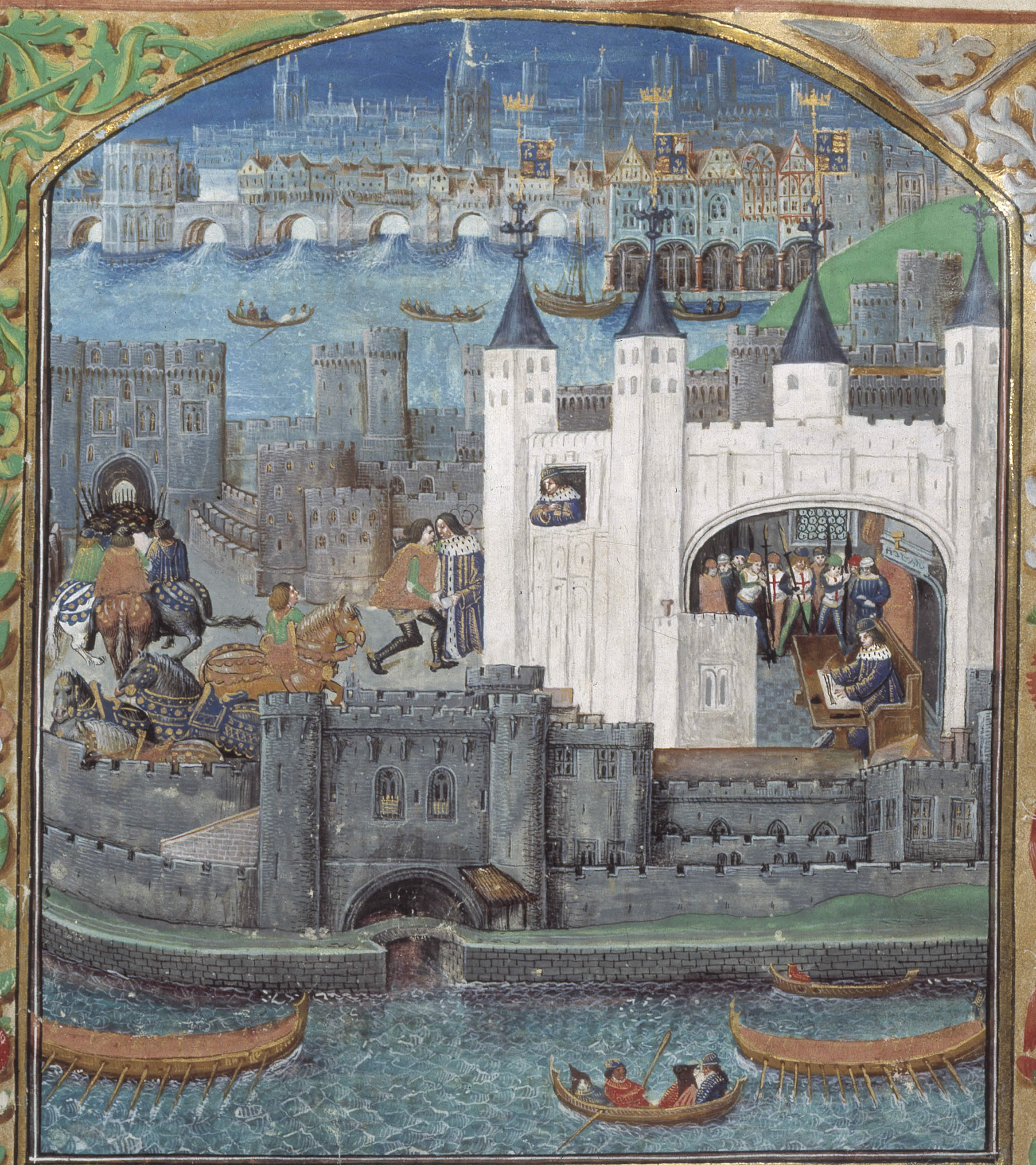
런던탑은 몇 세기 동안에 걸쳐 영국의 왕실 머내저리를 소장하고 있었다. (대영 도서관에 소장된 15세기 작품)

머내저리는 주로 귀족이나 궁궐과 연결되어 있었고 궁궐의 정원이나 공원 안에 있었다. 귀족들은 자신들의 힘과 부를 보여주고 싶었는데 왜냐하면 살아있고 활동적인 이국적인 동물들은 덜 흔하고, 획득하기가 더 어렵고, 유지비가 더 비쌌기 때문이다. 귀족 머내저리는 과학적이고 교육적인 관심사가 아니라 귀족들에 의해 설립되고 소유되었기 때문에 후기 동물원들과 구별된다.

### 중세 시대와 르네상스
중세 시대 동안에 유럽의 몇몇 군주들은 자신들의 왕궁에 관리 시설을 유지했다. 초반의 예는 8세기 프랑크 왕국의 카롤루스 1세 마그누스의 것이다. 카롤루스 1세가 오늘날 네덜란드 네이메헌과 독일 아헨, 잉겔하임암라인에 건립했던 3개의 머내저리는 원숭이, 사자, 곰, 낙타, 매, 그리고 많은 이국적인 새들과 함께 로마 제국 이후에 유럽에서 발견된 최초의 코끼리들을 수용했다. 카롤루스 1세는 자신의 수집품으로 아프리카와 아시아의 통치자들로부터 이국적인 동물들을 선물받았다. 797년에는 바그다드의 칼리프였던 하룬 알 라시드는 카롤루스 1세에게 아불 아바스라는 이름을 가진 아시아코끼리를 선물했다. 802년 7월 1일에는 아헨에 있던 카롤루스 1세의 관저에 후피 동물이 도착했는데 카롤루스 1세는 810년 6월에 죽었다.
잉글랜드의 윌리엄 1세 국왕은 작은 왕실 머내저리를 가지고 있었는데 자신의 관저인 우드스톡에서 이국적인 동물들을 수집하기 시작했다. 1100년경에는 윌리엄 1세의 아들 헨리 1세는 우드스톡을 에워싼 다음에 소장품을 확대했다. 잉글랜드의 헨리 1세 국왕은 12세기 초반에 자신의 궁전에 사자, 표범, 스라소니, 낙타, 부엉이, 고슴도치를 비롯한 동물을 보관해 온 것으로 알려져 있다.
중세 잉글랜드에서 가장 유명한 동물 컬렉션은 1204년부터 시작된 런던의 타워 머내저리였다. 런던탑에 위치한 이 건물은 잉글랜드의 존 국왕에 의해 세워졌는데 그는 사자와 곰을 가졌던 것으로 알려져 있다. 헨리 3세 국왕은 1235년에 신성 로마 제국의 프레드리히 2세 황제로부터 표범 3마리를 결혼 선물로 받았다. 처음에 가장 화려하게 도착한 것은 각각 1251년과 1254년에 노르웨이와 프랑스의 국왕으로부터 받은 선물인 하얀 곰과 코끼리였다. 동물들은 1264년에 런던탑의 서쪽 주요 입구 근처에 있는 라이언 타워로 이름이 바뀐 불워크로 옮겨졌다.
타워 머내저리는 아치형 입구가 있는 창살 뒤에 둘러싸인 줄지어 늘어선 우리로 구성되어 있었는데 2개의 층을 띠고 있었다. 동물들은 낮에는 위층의 우리들을 사용했고 밤에는 아래층으로 옮겨진 것으로 보인다. 이 건물은 16세기에 엘리자베스 1세 시대에 대중에게 공개되었다. 18세기 동안에 입장료는 사자에게 먹일 고양이나 개를 제공하는 3.5펜스였다. 18세기 말에 기록된 동물로는 사자, 호랑이, 하이에나, 곰 등이 있었다. 대부분의 동물들은 1831년에 리젠트 공원에 새로 문을 연 런던 동물원으로 옮겨졌는데 리젠트 공원은 모든 동물을 받지는 않았지만 오히려 더블린 동물원과 공유했다. 타워 머내저리는 1835년에 웰링턴 공작의 명령에 따라 문을 닫았다. 런던의 타워 머내저리는 6세기 동안에 걸쳐 영국의 왕실 동물원으로 여겨졌다.
신성 로마 제국의 프리드리히 2세 황제는 13세기 전반에 이탈리아에 3개의 상설 머내저리를 운영했는데 바실리카타주의 멜피, 풀리아주의 루체라, 시칠리아의 팔레르모가 이에 해당한다. 프리드리히 2세는 1235년에 이탈리아 남부에 "서유럽 최초의 거대한 머내저리"를 설립했다. 코끼리, 흰곰, 기린, 표범, 하이에나, 사자, 치타, 낙타, 원숭이 등이 전시되었지만 프리드리히 2세는 특히 새에 관심이 많았고 새에 관한 권위 있는 책을 많이 쓸 정도로 연구했다.
15세기 초반에는 포르투갈 상조르즈 성 근처에 위치한 리스본 왕궁에 왕실 머내저리가 설립되었다. 1415년에 포르투갈이 세우타를 정복한 이후에 포르투갈의 주앙 1세 국왕은 2마리의 바버리사자를 리스본으로 데려왔는데 이들은 리스본의 성채에 위치한 주앙 1세의 궁전 안에 있는 커다란 방에 수용되었다. 궁전의 이 공간은 카자 두스 레옹이스(Casa dos Leões, 사자의 집)로 알려지게 되었고 오늘날 이 지역은 같은 이름을 가진 유명한 식당들이 차지하고 있다. 15세기 후반에 독일의 인문주의자인 히에로니무스 뮌처는 1494년에 리스본에서 5일을 보낸 다음에 자신이 본 것 중에서 가장 아름다운 야수라고 주장한 사자를 배우기도 했다. 이후 리스본 시내에 위치한 리베이라궁에 있던 마누엘 1세 국왕의 머내저리는 인도에서 데려오라고 명령한 거대한 코끼리 때문에 유럽에서 높이 평가받았다. 그의 코끼리 가운데 한노와 알브레히트 뒤러가 묘사한 코뿔소는 교황 레오 10세에게 주는 유명한 선물이었다. 하지만 코뿔소는 이탈리아로 운송되던 도중에 선박이 난파되는 사고가 일어나면서 익사하고 말았다.
15세기 말에 르네상스 시대에 활동했던 이탈리아의 귀족들은 도시 외곽에 위치한 자신들의 집에서 외래 동물을 수집하기 시작했다. 이탈리아의 빌라에서 동물들에 의해 행해진 역할은 16세기 말과 17세기 초에 확장되었는데 한 가지 두드러진 예는 1608년부터 1628년 사이에 로마에서 건립된 보르게세 공원이다.

### 베르사유궁과 유산

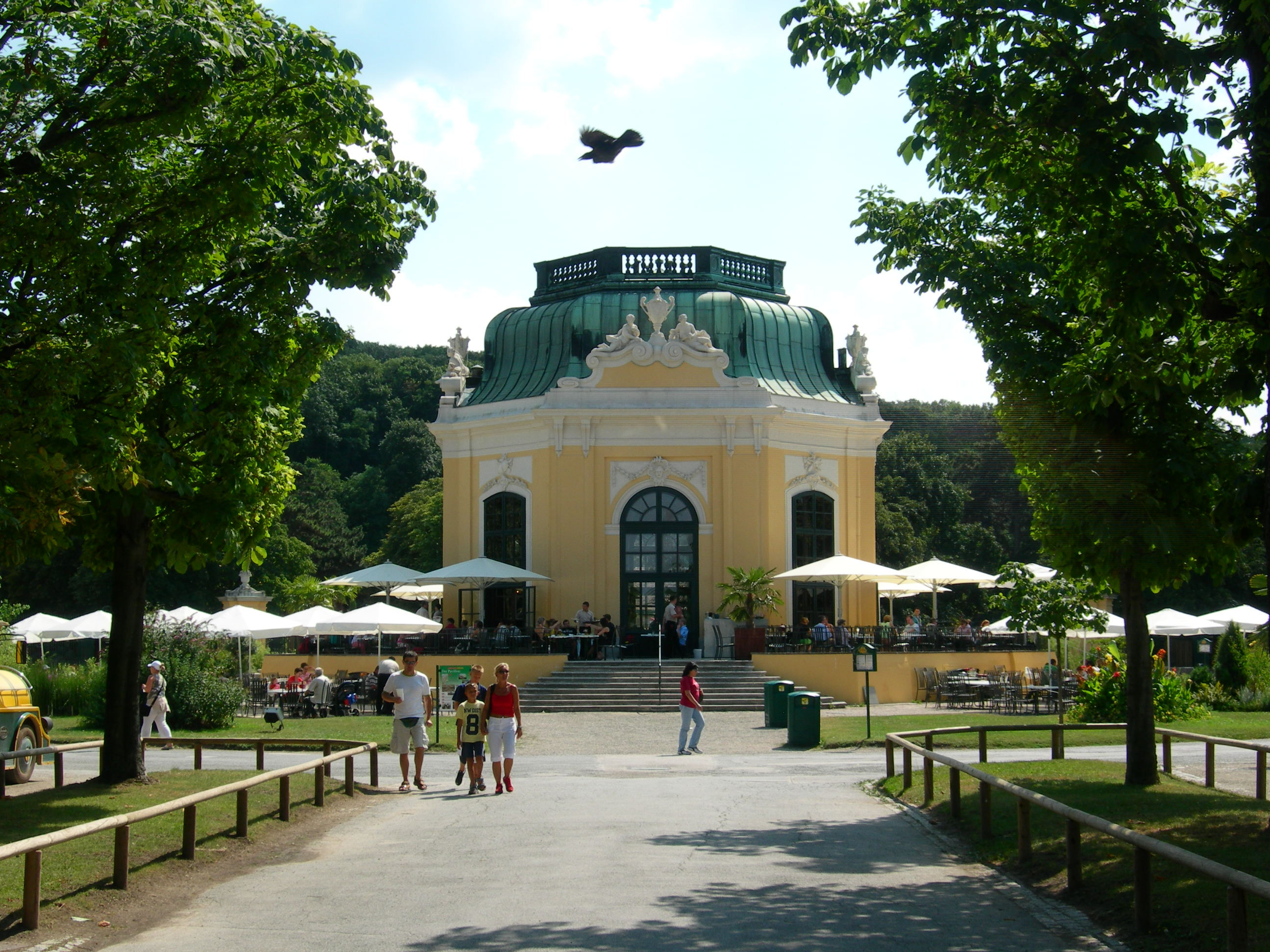
1759년에 장니콜라 자도 드 빌리제가 합스부르크 머내저리, 오늘날 쇤브룬 동물원에 건축한 파빌리온

17세기 동안에 이국적인 새들과 작은 동물들은 프랑스 궁정에 눈길을 돌리는 장식품들을 제공했다. 사자와 다른 큰 동물들은 주로 무대에서 진행된 싸움을 위해 내보내졌다. 프랑스 궁정이 수집한 동물들은 루이 14세 국왕이 2개의 새로운 창고를 건설한 1660년대에 성장하면서 더욱 영구적인 머내저리에 도달했는데 파리 동쪽 끝의 궁전 옆에 위치한 뱅센, 파리에서 서쪽으로 마차로 2시간 거리에 위치한 베르사유에 있는 왕실 전용 수렵장에 설치되었다. 특히 베르사유의 수렵장은 유럽 대륙에 건립된 머내저리들의 모델이 되기도 했다.
루이 14세는 1661년경에 전투 조직을 위해 뱅센에 "맹수" 동물 사육장을 지었다. 직사각형 안마당을 둘러싸고 발코니가 있는 2층짜리 건물 덕분에 관중들은 이 광경을 볼 수 있었다. 동물들은 1층에 안뜰과 인접한 감방에 수용되어 있었으며 바깥쪽에 약간의 운동을 할 수 있는 작은 마당이 있었다. 뱅센에서는 사자, 호랑이, 표범들이 원형경기장 주변에 우리에 갇혀 왕이 피비린내 나는 전투로 신하들과 고위 관리들을 접대할 수 있었다. 예를 들어 프랑스 주재 페르시아 대사는 1682년에 호랑이와 코끼리가 죽을 때까지 서로 싸우는 광경을 즐겼다.
루이 14세는 베르사유궁이 건립되던 당시에 궁전의 공원 안에 머내저리를 세웠다. 베르사유궁에 있는 머내저리는 뱅센에 있는 것과는 매우 다른 무언가가 될 예정이었다. 내부 구조는 1668년부터 1670년까지 완성되지 않았지만 대부분이 1664년에 처음 동물이 소개되었을 때에 건설되었다. 공원의 남서쪽에 위치한 머내저리는 루이 14세의 베르사유궁 최초의 주요 프로젝트였으며 궁전 주변에 점차적으로 모인 몇몇 유원지들 가운데 하나였다. 또한 바로크 건축 양식을 띤 최초의 머내저리이기도 하다. 바로크 머내저리의 두드러진 특징은 원형 배치였는데 그 중앙에는 아름다운 파빌리온이 서 있었다. 파빌리온 주변에는 산책로가 있었고 이 길 밖에는 외관과 우리들이 있었다. 각각의 울타리에는 동물을 위한 집이나 마구간이 있었고 3개의 면은 벽으로 둘러싸여 있었다. 술집은 파빌리온 쪽에만 있었다.
1700년경에 뱅센에서 진행되었던 동물 싸움이 중단되면서 그 장소는 더 이상 사용하지 않게 되었다. 뱅센에 있던 동물들은 다른 동물들과 함께 베르사유궁으로 옮겨졌다. 이 무렵 뱅센의 사육장에 있던 사자, 표범, 호랑이는 베르사유궁으로 옮겨졌고, 새로 지은 철봉으로 둘러싸인 외함에 수용되었다.
이 특정한 사업은 호기심의 창조에 대한 결정적인 단계를 보여주었고 17세기 후반 이후에 유럽 전역에서 어느 정도 모방되었다. 군주, 왕자, 그리고 중요한 영주들은 프랑스(1663년 샹티유), 잉글랜드(큐, 오스털리), 네덜란드 공화국(1748년 헷 로), 포르투갈(1726년 벨렝, 1780년 켈루스), 스페인(1774년 마드리드), 오스트리아(1716년 벨베데레궁, 1752년 쇤브룬궁)에 그것들을 지었다. 또한 30년 전쟁의 참화와 뒤따르는 재건 이후에 게르만족의 국가에도 건립되었다. 프로이센의 선제후였던 프리드리히 빌헬름 1세는 1680년경에 포츠담에서 머내저리를 설치했다. 팔츠 선제후, 베스트팔렌의 섭정, 그 외의 많은 사람들이 그 뒤를 따랐다.
이 디자인은 특히 오스트리아의 합스부르크가에 의해 채택되었다. 신성 로마 제국의 프란츠 1세 황제는 1752년에 빈 근처의 쇤브룬궁에 유명한 바로크 머내저리를 건립했다. 처음에는 사적인 성격을 가진 품위 있는 동물원이었지만 1779년에 일반 대중들에게 공개되었다. 처음에는 "예절바르게 옷을 입은 사람들"에게만 개방되었다. 또 다른 귀족 머내저리는 1774년에 스페인의 카를로스 3세 국왕에 의해 마드리드에 위치한 레티로 공원의 일부분에 설립되었다. 이 건물은 2세기 동안에 걸쳐 마드리드 동물원의 현대 시설의 전신으로 1972년에 카사 데 캄포로 옮겨졌다.
19세기에 귀족 머내저리는 그들의 과학적이고 교육적인 접근법으로 현대 동물원에 의해 대체되었다. 유럽의 마지막 머내저리는 1924년까지 공식적으로 "머내저리"로 알려졌던 오스트리아 빈의 쇤브룬 동물원인데 과학적이고 교육적이며 보존주의적인 성향을 가진 현대 동물원으로 진화했다. 국지적인 지속성 때문에 중세 시대를 거쳐 왕과 왕자들이 사용했던 개인 야생 동물 수집 공간으로 활용된 바로크 전통을 따라 설립된 이 동물원은 세계에서 가장 오래된 동물원으로 여겨진다. 비록 오래된 바로크 양식의 외관이 많이 바뀌었지만 사람들은 여전히 예전 제국 머내저리의 대칭적인 앙상블에 대한 좋은 인상을 받을 수 있다.
국지적인 지속성 때문에 왕자와 왕들의 개인 야생동물 수집품인 바로크 전통을 통해 중세시대에 설립된 이 동물원은 세계에서 가장 오래된 동물원으로 여겨진다. 비록 오래된 바로크 양식의 외관이 많이 바뀌었지만, 사람들은 여전히 예전 제국주의 매너리지의 대칭적인 앙상블에 대한 좋은 인상을 받을 수 있다.

## 여행 머내저리
영국에서는 1700년경에 처음으로 머내저리 여행이 등장하기 시작했다. 귀족 머내저리와는 대조적으로 여행 머내저리는 일반 대중의 감각에 대한 갈망을 충족시킨 기획자들에 의해 운영되었다. 이 동물 전시회의 크기는 다양하지만 가장 큰 것은 조지 웜웰의 것이다. 그러한 여행 머내저리에서 가장 일찍 사망한 기록은 1703년 윌트셔 말메즈베리에서 호랑이에 의해 살해된 해나 트윈노이의 죽음이었다. 또한 북아메리카의 여행 머내저리는 그 기간 동안 훨씬 더 인기가 있었다.
미국에서 전시된 것으로 알려진 최초의 외래 동물은 1710년에 보스턴에서 전시된 사자였는데 1년 뒤에는 같은 도시에서 낙타가 전시되었다. 1727년 8월에는 필라델피아에 도착한 한 선원이 8년 동안에 걸쳐 또 다른 사자를 전시했다. 1796년에는 선박 선장이었던 제이컵 크라운실드가 최초로 코끼리를 인도에서 미국으로 수입했다. 이 코끼리는 처음에 뉴욕에 전시되었고 미국 동해안을 따라 광범위하게 여행했다. 1834년에는 제임스와 윌리엄 하우스의 뉴욕 머내저리가 코끼리 한 마리, 코뿔소 한 마리, 낙타 한 마리, 호랑이 두 마리, 북극곰 한 마리, 그리고 앵무새와 원숭이 여러 마리와 함께 뉴잉글랜드 지방을 여행했다.
미국의 관광 머내저리들은 1840년대에 불황의 여파로 인하여 천천히 위축되다가 미국 남북 전쟁이 발발하면서 중단되었다. 전후에는 특정한 규모를 가진 여행 머내저리도 단 한 곳만 남았는데 밴 암버그 머내저리는 거의 40년 동안 미국을 여행했다. 유럽의 다른 나라들과는 달리 미국의 머내저리와 서커스는 2개 모두를 볼 수 있는 하나의 티켓과 함께 단일 여행 쇼로 결합되었다. 이것은 그들의 수집품의 크기와 다양성을 증가시켰다. 링링 브라더스 앤드 바넘 & 베일리 서커스는 그들의 쇼를 "세계에서 가장 위대한 머내저리"라고 광고했다.

## 같이 보기
- 인간동물학